# Pitho picteti
Pitho picteti is een krabbensoort uit de familie van de Mithracidae. De wetenschappelijke naam van de soort is voor het eerst geldig gepubliceerd in 1853 door Saussure.